# ویکتور الکک
ویکتور الکک (۱۹۳۶–۲۰۱۷) ایران‌شناس لبنانی بود. وی به خاطر کارهایش در مورد ایران و اسلام شهرت دارد. وی برنده جایزه بین‌المللی فارابی است.